# تی‌اکس‌تی ئی-سلوشنز
تی‌اکس‌تی ئی-سلوشنز (انگلیسی: TXT e-solutions) شرکت نرم‌افزار ایتالیایی است، که در سال ۱۹۸۹ تأسیس شد.